# ظرموط الحمار
ظرموط الحمار أو قملة الخشب الشائعة (الاسم العلمي: Oniscus asellus)، هي واحدة من أكبر الأنواع قمل الخشب وأكثرها شيوعًا في الجزر البريطانية وأوروبا الغربية والشمالية، حيث يبلغ طولها 16 مم وعرضها 6 مم.